# José Fulgosio
José Fulgosio y Villavicencio (Cartagena, 13 de febrero de 1813 - Madrid, 8 de mayo de 1848), militar español, hermano de los también militares Dámaso Fulgosio y Francisco Fulgosio y del escritor Fernando Fulgosio.

## Biografía
De orígenes gallegos, fue hijo del mariscal de campo Francisco Javier Fulgosio y Ramírez de Arellano y de su esposa la ferrolana María del Carmen Villavicencio y Pita da Veiga, hija y nieta de marinos -descendiente de los Suárez de Puga y de los Troncoso de Lira -. Tras servir en la Guardia Real, se pasó a las filas del ejército del pretendiente Don Carlos y fue oficial en su ejército; obtuvo dos cruces de primera clase por méritos de guerra en la Primera Guerra Carlista, revalidadas por real orden de 8 de mayo de 1845. 
Alcanzó el grado de mariscal de campo y la cruz de quinta clase, gran cruz, póstuma, por Real Decreto de 19 de abril de 1848, tras haber caído el 7 de mayo de 1848, cuando ostentaba el grado de capitán general de Castilla La Nueva, en combate contra algunas compañías del regimiento España mandadas por el comandante Manuel Buceta (que también había tomado parte en la intentona de Miguel Solís Cuetos en Lugo el 2 de abril de 1846) cuando se apoderaron de la plaza Mayor unidas a numerosos paisanos. Se trataba de la prolongación a España de la europea Revolución de 1848. Vencida la rebelión, hubo varios fusilamientos.
Fue casado con Alejandra Muñoz y Sánchez, hija de Juan Antonio Muñoz y Funes, I conde de Retamoso, y de su esposa Eusebia Sánchez y Ortega y hermana de José Antonio Muñoz, Fernando Muñoz, Gregorio Muñoz y Jesús Muñoz.